# RuneScape
RuneScape ist ein Massively Multiplayer Online Role-Playing Game (MMORPG) des Unternehmens Jagex. Die Handlung des Spiels ist in einer pseudomittelalterlichen Fantasywelt angesiedelt. Das ehemals kostenfreie Browsergame folgt heute dem Geschäftsmodell anderer MMORPGs, die sich durch monatliche Mitgliedschaften finanzieren. Es ist weiterhin kostenlos zugänglich, aber der größte Teil der Spielwelt, die meisten Abenteuer, ein Teil der Fertigkeiten, eine werbefreie Spielumgebung und vieles mehr bleiben zahlenden Mitgliedern vorbehalten. Weiterhin besteht auch die Möglichkeit, sich gegen reales Geld im Spiel verschiedene Gegenstände oder auch Spielwährung zu kaufen. Dies kann auf zwei Wegen geschehen. Zum einen durch das Kaufen von Bonds, welche im Spiel durch Gold verkauft werden können oder auf diversen Onlineseiten die trotz Verbot durch die AGB Gold und diverse Gegenstände verkaufen. Aktuell sind die Preise der Onlineanbieter um etwa 20–40 % rentabler.
RuneScape zählt zu den beliebtesten Online-Spielen und wurde insgesamt fünfmal in das Guinness-Buch der Rekorde aufgenommen. Die Welt, auf der RuneScape handelt, heißt Gielinor. Zahlreiche Monster, die man auf Gielinor antreffen kann, stammen aus der Mythologie verschiedener Völker.

## Geschichte
Ab dem Jahr 1998 entwickelten Andrew Gower, Paul Gower und Constant Tedder aus dem sogenannten Devious-MUD das 2D-Online-Spiel RuneScape in Java. Um das Spiel bekannt zu machen, stellten die Entwickler es auf die Website Miniclip, auf der verschiedene Internetspiele angeboten werden. Schnell entwickelte sich eine Community von etwa 300.000 Mitgliedern aus aller Welt. Wöchentlich erschienen Aktualisierungen für RuneScape, und die Grafik wurde mit der Zeit verbessert.
Im Jahre 2001 wurde eine kostenpflichtige Version des Spiels von Jagex veröffentlicht, die kostenlose Version blieb allerdings erhalten. Im Jahre 2004 wurde eine grafisch verbesserte Version des Spiels entwickelt, die alte Version wird seitdem als „RuneScape Classic“ bezeichnet, sie ist noch für einen Teil der zahlenden Spieler verfügbar.
Um den Verkauf von RuneScape-Gold und Gegenständen für echtes Geld zu verhindern, hat Jagex im Januar 2008 erhebliche Veränderungen bei den Spielerkämpfen in der Wildnis und beim freien Handel im Spiel vorgenommen.
Im Juli 2008 wurde RuneScape HD als neue Version mit wesentlich verbesserter Grafik mit Vollbildmodus, Texturen und Schatten eingeführt. Ebenfalls im Juli 2008 erschien mit „Betrayal at Falador“ von T. S. Church der erste RuneScape-Roman, dem 2011 mit „Return to Canifis“ und 2012 mit „Legacy of Blood“ zwei weitere folgten. Diese Bücher wurden auf Englisch verfasst und wurden in keine anderen Sprachen übersetzt. Es ist auch nicht geplant, diese zu übersetzen oder eine Fortsetzung zu schreiben.

## Spielerzahlen
Laut der Zahlen von MMOdata erreichte Runescape Ende 2007 – vor der Einführung von Runescape HD – über 1,2 Millionen zahlende Mitglieder, während seither die Zahl der Mitglieder auf deutlich unter 1 Million gefallen ist, womit es hinter World of Warcraft, Aion und Star Wars: The Old Republic auf Platz 4 liegt. Im November 2012 lagen die Mitgliederzahlen bei mehr als 3,1 Millionen, allerdings bekamen neue Spieler zu dieser Zeit eine Gratismitgliedschaft.
Die Zahl der aktiven Accounts wurde lange bei etwa 10 Millionen angesiedelt und als Beleg für die Beliebtheit als kostenlos zugängliches Spiel angeführt, allerdings wurden im Laufe des Jahres 2011 mit über neun Millionen Accounts die Mehrzahl der aktiven kostenlosen Accounts wegen Bot-Missbrauchs gesperrt. Am sogenannten „Bot Nuke Day“ wurden an nur einem Tag 7,7 Millionen Accounts gesperrt.
Mitte 2012 hatten sich 200 Millionen Spieler auf RuneScape registriert. Seitdem sind mehr als 50 Millionen weitere Konten dazu gekommen.
Die derzeitigen durchschnittlichen Spielerzahlen liegen bei etwa 400.000 bis 500.000 Spielern und stellen damit einen Tiefpunkt in der Entwicklung RuneScapes dar.

## Anderssprachige Versionen
Inzwischen gibt es vier anderssprachige Versionen, die nach und nach veröffentlicht wurden.

### Deutsche Version
Ab dem 7. März 2007 war RuneScape auf Deutsch als Open-Beta-Version zugänglich, die anfangs allerdings nur von einigen ausgewählten deutschsprachigen Spielern getestet werden konnte. Ein paar Monate später wurde sowohl die kostenlose als auch die kostenpflichtige Version für die Öffentlichkeit zugänglich gemacht.

### Weitere Versionen
Die deutsche Version blieb allerdings nicht die einzige anderssprachige RuneScape-Version. Bereits Ende 2008 wurde eine französische RuneScape-Version veröffentlicht. Nur ein Jahr später, 2009, folgte die portugiesische Version des Spiels. Die spanische (lateinamerikanische) Übersetzung wurde erst am 1. Juni 2013 veröffentlicht. Jagex scheint sich allerdings inzwischen entschlossen zu haben, diese Versionen weniger zu unterstützen als die englischsprachige. Seit September 2012 gibt es beispielsweise keinen deutschen Kundenbetreuer mehr. Am 22. Oktober 2014 verkündete Jagex, dass die spanische Version im November dieses Jahres offline gehen würde.

## Spielablauf
Der Benutzer muss zu Beginn ein Konto und einen Spielercharakter erstellen, mit dem er sich dann in die virtuelle Fantasywelt einloggen kann. In einem einführenden Tutorial werden die Grundlagen des Spiels vermittelt. Dieses wechselte mehrmals die Jahre und ist nun keine Pflicht mehr. Stand Dezember, 2017 kann innerhalb von 15 Sekunden ein Account erstellt und gespielt werden (sofern man den Spielclient bereits heruntergeladen hat). Danach steht dem Spieler ein Teil der Spielwelt zur freien Bewegung offen, es gibt kein festes Spielziel und keinen vorgegebenen Handlungsablauf. Im Zentrum steht die Weiterentwicklung des Charakters, die sich in verschiedenen Fertigkeiten ausdrückt. Dies sind auf der einen Seite kampfbezogene Fertigkeiten wie Nahkampf oder Verteidigung, zum anderen kann sich der Spieler durch Tätigkeiten wie Fischen, Jagen oder das Abbauen von Erzen (Spiel-)Geld verdienen, das zum Kauf von Ausrüstung und Gegenständen benötigt wird. Je höher der Level in einer bestimmten Fertigkeit ist, desto wertvollere Gegenstände können erstellt oder wertvollere Erze abgebaut und anschließend mit anderen Spielern gehandelt werden.
Das Erfüllen von Aufgaben (sogenannten Quests) und das Töten von Monstern stellen weitere Hauptbestandteile des Spieles dar. Außerdem ist es den Spielern möglich, sich in der sogenannten Duellarena oder in speziellen Kampfwelten (PvP-Welten) gegen andere Spieler zu behaupten, bzw. gegen sie zu kämpfen.

### Abenteuer (Quests)
Abenteuer sind genretypische Aufgaben, die man von einem NSC bekommt und zu erfüllen hat. Man wird für diese je nach Abenteuer mit Erfahrung, Gegenständen, dem Zugang zu neuen Arealen oder neuen Fähigkeiten belohnt. Es ist nicht möglich, ein Abenteuer endgültig nicht zu schaffen; ein Spielcharakter kann zwar im Laufe eines Abenteuers sterben und seine mitgeführten Gegenstände verlieren, es besteht aber immer die Möglichkeit, das Abenteuer später doch zum Ende zu bringen.
Bis jetzt (Stand Juli 2012) gibt es 183 Abenteuer und jährlich kommen mehrere neue hinzu, jedoch ist nur ein kleiner Teil derselben offen zugänglich. Für die meisten Abenteuer sind bestimmte Voraussetzungen zu erfüllen. Spielcharaktere, die einseitig nur auf Kampf oder nur auf sonstige Fähigkeiten ausgerichtet sind, stoßen schnell an ihre Grenzen.
Die Abenteuer gruppieren sich zu verschiedenen Erzählsträngen, die jeweils Teile der Geschichte der Länder und Völker Runescapes enthüllen. So beschäftigt sich eine Reihe mit der Geschichte der Zwerge, andere führen in die Welten der Goblins, Trolle oder Elfen. Obwohl es keine festgelegte Reihenfolge der Abenteuer insgesamt gibt, existieren durch diese Erzählstränge zahlreiche Abhängigkeiten der Abenteuer zueinander. Insbesondere für die schwierigen Großmeister-Abenteuer ist meist eine größere Anzahl anderer Abenteuer Voraussetzung.

### Fertigkeiten (Skills)
Es existieren 29 Fertigkeiten, pro Fertigkeit gibt es 99 Stufen und maximal 200.000.000 Erfahrungspunkte, die der Spieler erreichen kann. Eine Ausnahme bilden allerdings Kerkerkunde, Erfinden, Berserker, Pflanzenkunde, Landwirtschaft und Archäologie mit einer Höchststufe von 120. Das führt zu einer höchsten Gesamtstufe von 2898 (22 mal Stufe 99 plus sechsmal Stufe 120).
Die Fertigkeiten sind in die vier Gruppen Kampf, Entnahme, Verarbeitung und Unabhängige unterteilt.
- Zu den Kampffertigkeiten gehören Angriff, Stärke, Verteidigung, Magie, Fernkampf, Gebet, Lebenspunkte und Beschwörung. Aus diesen Kampffertigkeiten ermittelt sich auch ein generischer Wert, der die relative Kampfkraft des Spielers für alle sichtbar anzeigt, die Kampfstufe („Combat Level“). Diese kann zwischen den Stufen 3 und 138 liegen. Es ist seitens der Entwicklerfirma Jagex Ltd. nicht veröffentlicht, wie dieser Mittelwert berechnet wird. Die Lebenspunkte, im Englischen als Hitpoints bezeichnet, durch eine Fertigkeit abzubilden, stellt ebenfalls eine Besonderheit von RuneScape in der MMORPG Welt dar.
- Die Sammel-Fertigkeiten erlauben es dem Spieler, Rohstoffe zu gewinnen. Dazu zählen Bergbau, Holzfällerei, Landwirtschaft, Jagen, Fischen, Diebstahl und Mystik.
- Die Handwerker-Fertigkeiten, mit deren Hilfe der Spieler Rohstoffe in nützliche Gegenstände verarbeiten kann, sind Schmieden, Handwerk, Kochen, Baukunst, Pflanzenkunde, Runenfertigung und Bognerei.
- Die unabhängigen Fertigkeiten beinhalten Archäologie Funkenschlagen, Gewandtheit, Berserker und seit 2008 auch die Beschwörung.

Kerkerkunde steht als Fertigkeit über allen Bisherigen, da man in den einzelnen Ebenen einige der bereits vorhandenen Fertigkeiten benötigt, so muss man z. B. die Schlösser einer Tür mit Hilfe von Diebstahl öffnen, sich Lebensmittel anpflanzen oder böse Wesen mit Hilfe von Gebet von Türen verscheuchen. Auf Grund der Tatsache, dass es auch Monster in den verschiedenen Kerkern gibt, macht auch hier eine hohe Fertigkeitsstufe in den Kampffertigkeiten das Erkunden einfacher.

### Minispiele
Minispiele sind Abwechslungen im Spiel. Es gibt sowohl kampfbasierte, in denen man gegen Monster oder andere Spieler antreten muss, oder friedliche, bei denen man zum Beispiel Dinge sammeln muss. Bei diesen Minispielen ist es oft der Fall, dass es zwei verschiedene Teams gibt, die gegeneinander antreten. Es gibt spezielle Belohnungen, beispielsweise kann man bei mehreren kampfbasierten Minispielen hybride Rüstungen bekommen, die Stufe 85 in Verteidigung erfordert.

### Monster bekämpfen
Es gibt zahlreiche Monster auf RuneScape, die verschiedene Kampfstufen besitzen. In der Regel gilt, dass Monster mit einer höheren Kampfstufe auch schwieriger zu besiegen sind.
Bossmonster sind Monster, die eine besonders hohe Kampfstufe und spezielle Attacken haben. Jagex legt in letzter Zeit mehr Wert darauf, Bossmonster zu veröffentlichten. So wurde beispielsweise mit dem Abenteuer Schatten über Ashdale der erste für freie Spieler besiegbare Boss veröffentlicht. Erst im August 2013 wurde der wohl schwerste Boss auf Gielinor herausgebracht: Vorago, der nur in einer relativ großen Gruppe von Spielern besiegbar ist. Der neueste Boss ist Araxxor, der im Juli 2014 veröffentlicht wurde.

## Updates
Jagex bringt regelmäßig neue Updates heraus. Meist bestehen diese aus Verbesserungen und kleineren Überarbeitungen, aber es werden auch Abenteuer, Minispiele und ähnliches veröffentlicht. Relevante Updates werden jeden Monatsbeginn in einem „Hinter den Kulissen“-Artikel und in einem Video frühzeitig angekündigt.

### Festtagsevents
Sogenannte „Festtagsevents“ gibt es zu offiziellen Feiertagen wie folgt:
- Weihnachten (seit 2001)
- Ostern (seit 2002)
- Thanksgiving (seit 2008)
- Halloween (seit 2001)

Allerdings ist es seit einiger Zeit nicht mehr zwingend, dass diese Festtagsevents stattfinden, beziehungsweise mit diesen „Festtagen“ zu tun haben. Zu Ostern 2014 wurde beispielsweise statt eines zu diesem Festtag passenden Events ein spaßhafter Kampf zwischen zwei RuneScape-Göttern aufgeführt.
Diese Festtagsevents sind meist nur wenige Wochen im Spiel verfügbar.

### Fertigkeiten
Wurden neue Fertigkeiten zu Beginn ein- bis mehrmals im Jahr eingeführt, kamen nach 2006 nur noch fünf Fertigkeiten hinzu: Kerkerkunde, Beschwörung, Mystik, Erfinden und Archäologie. Die zweitneueste Fertigkeit, Erfinden, ist am 25. Januar 2016 erschienen. Somit ist es nun möglich die aus der Fertigkeit „Mystik“ gewonnenen Energien zu benutzen. Die neuste Fertigkeit Archäologie ist am 30. März 2020 erschienen.

### Minispiele / Minigames
Jagex wendet sich öfters der Entwicklung und der Überarbeitung von Minispielen zu, zum Beispiel wurde im Juli 2014 das Minispiel „Der Kammerjäger“ verbessert, und im Februar desselben Jahres wurde das Minispiel „Der Coup“ veröffentlicht. Außerdem werden die Minispiele in „sichere“ und „gefährliche“ Minispiele eingeteilt. Bei sicheren Minispielen behält man seine Gegenstände nach dem Tod, bei gefährlichen Minispielen verliert man sie aber.

### Weltevents
Jagex legt in letzter Zeit mehr Wert auf Events, die die Communities verbinden sollen und große Ausmaße haben. Das erste Weltevent startete am 22. Juni 2013 im Zuge der Veröffentlichung von RuneScape3. Während dieses Weltevents kämpften die zwei Hauptgötter Saradomin und Zamorak gegeneinander. Bei dieser Auseinandersetzung verlor Zamorak und musste fliehen.
Von Dezember 2013 bis Januar 2014 folgte das 2. Weltevent, in dem wieder zwei Götter gegeneinander kämpften. Bei diesem Event unterlag Bandos gegen Armadyl und starb.

### Aktualisierungen
Im Jahr 2014 hat Jagex bereits mehrere neue Programmversionen rausgebracht, darunter fünf neue Abenteuer und ein neues Minispiel. Geplant ist, dass im September 2014[veraltet] die Elfenstadt veröffentlicht wird, die eine der drei größten Städte auf Gielinor sein soll. Sie soll aus 8 Stadtteilen bestehen, und wegen ihrer Größe in zwei verschiedenen Schritten veröffentlicht werden. Eine weitere neue Version des Jahres 2014 soll die Veröffentlichung des Retro-Modus sein. Dieser ist ähnlich dem in RuneScape sein, wie es vor der Evolution des Kampfes war. Die Beta des Retro-Modus war vom 16. Juni bis zum 14. Juli 2014 geöffnet und hatte fünf Welten, die jeweils 2000 Spieler aufnehmen konnte. Der Retro-Modus wurde am 14. Juli 2014 veröffentlicht. Es gibt mehrere englische Welten, auf denen lediglich der Retro-Modus gespielt werden kann, auf den meisten laufen aber der Retro-Modus und die Edk parallel. An den drei deutschen Welten hat sich nichts geändert, sie sind weiterhin sowohl für Spieler, die die Edk nutzen, als auch für Retro-Nutzer bespielbar.

## Auszeichnungen und Nominierungen

### Auszeichnungen und Nominierungen für RuneScape
- Guinness World Records: Beliebtestes F2P MMO (2008)[43]
- Finalist des Develop-Award (2008)
- Guinness World Records: Beliebtestes F2P MMO (2009)
- The Sunday Times Tech Track 100 (2009)
- The Sunday Times Tech Track 100 (2010)
- Guinness World Records: Beliebtestes F2P MMO (2010)[44]
- Guinness World Records: MMO mit den meisten Update-Inhalten (2010)
- Guinness World Records: Meiste investierte Zeit von F2P-Spielern in ein MMO (2010)
- Gewinner des Develop-Award (2010)
- Nominiert für den Golden Joystick Award (2013)[45]

Quelle:

## Old School RuneScape
2013 veröffentlichte Jagex das Community-Spiel Old School RuneScape.